# Huismuis
De huismuis (Mus musculus) is een knaagdier uit de familie Muridae. De wetenschappelijke naam van de soort werd in 1758 gepubliceerd door Carl Linnaeus. De huismuis is, net als de stadsduif en de zwarte en bruine rat, een cultuurvolger met een kosmopolitische verspreiding. Hierdoor zijn de huismuis en de bruine rat de knaagdieren met de grootste verspreiding.

## Indeling
Genetische gegevens identificeren vijf verschillende groepen binnen de huismuis, die meestal als ondersoorten worden gezien:
- Mus musculus domesticus (Westelijke huismuis) (Amerika, Australië, Afrika, Azië van Turkije tot Iran, Griekenland, Zuid-Bulgarije, Macedonië, Albanië, Montenegro, de Dalmatische kust, Italië, Zwitserland, het grootste deel van Duitsland, de Benelux, Frankrijk, het Iberisch Schiereiland en de Britse eilanden)
- M. m. musculus (Noordelijke huismuis) (oostelijk van het verspreidingsgebied van de westelijke huismuis, tot in Noord-China; IJsland)
- M. m. castaneus (Afghanistan tot Taiwan, de Marianen en Nieuw-Guinea)
- M. m. bactrianus (Afghanistan, Pakistan en Noord-India)
- M. m. gentilulus (Jemen en Madagaskar)

De Japanse huismuizen zijn mogelijk een kruising tussen de noordelijke en de Aziatische vorm. De vijf ondersoorten worden ook wel als aparte soorten opgevat. Het zijn echte cultuurvolgers: vrijwel overal waar mensen voorkomen, komen huismuizen voor. Oorspronkelijk komt de huismuis voor op de steppen van Centraal-Azië en Rusland, vanwaar hij zich al snel heeft verspreid over de rest van de wereld, langs handelsroutes en via menselijke nederzettingen. Door middel van schepen bereikte de soort Amerika en Australië.
Andere Europese soorten, zoals de Macedonische huismuis (M. macedonicus), de steppemuis (M. spicilegus) en de Algerijnse muis (M. spretus), worden ook wel "huismuis" genoemd. Mus fragilicauda uit Thailand is nauw verwant aan de huismuis.

## Kenmerken

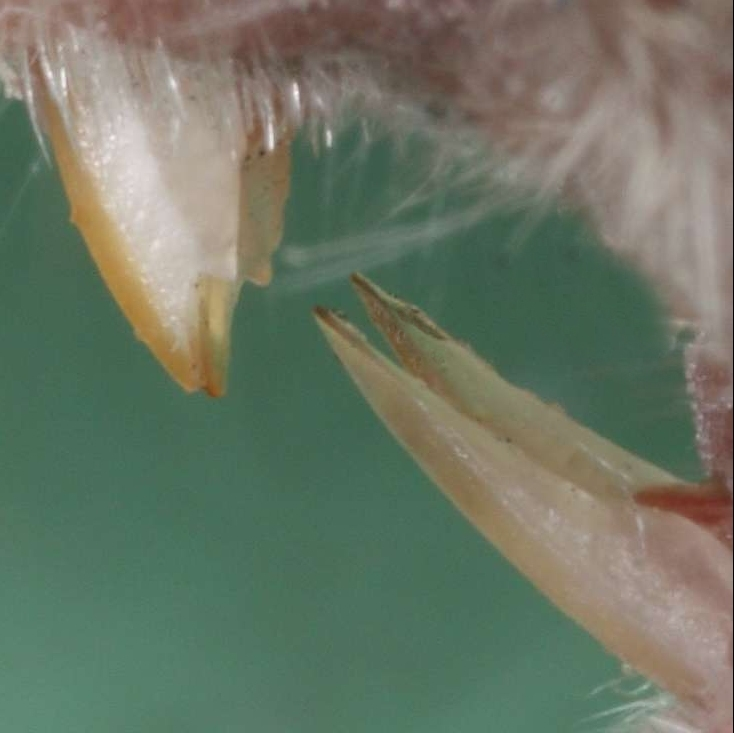
De inkeping in de bovenste voortanden is een kenmerk dat kan gebruikt worden bij soortbepaling.

Huismuizen hebben een zachte, bruingrijze vacht die op de buik iets lichter is dan op de rug. Ze hebben grote ogen en oren, zij het niet zo groot als die van de bosmuis. Ook heeft de huismuis een karakteristieke muffe geur. Er zijn vier vingers aan de voorpoten, en vijf aan de achterpoten. De geringde, geschubde staart is ongeveer even lang als de muis zelf. De grootte van de huismuis is onder andere afhankelijk van de habitat: muizen op eilanden zijn vaak groter dan op het vasteland.
Een volwassen huismuis heeft een kop-romplengte van 7–10 cm, een staartlengte van 6–10 cm en een lichaamsgewicht van 10 tot 45 gram. Vrouwtjes zijn meestal zwaarder dan mannetjes.

## Levenswijze
Huismuizen zijn echte alleseters. Ze hebben een voorkeur voor granen, zaden, noten, wortelen en insecten, larven en wormen, maar bij gebrek aan beter voedsel kunnen ze ook papier of zelfs zeep en lijm eten. Ze eten het liefst vet- en eiwitrijk voedsel; koolhydraatrijk voedsel als fruit en groene planten worden minder vaak gegeten. Graanzaden pakken ze beet met hun voorpoten, draaien het op zijn kop en eten zo'n twee derde van het zaad. Per dag eten ze zo'n 3,5 gram. Huismuizen kunnen overleven zonder water te drinken, zolang het voedsel dat ze eten voor minstens 15 procent uit water bestaat.
Huismuizen zijn voornamelijk 's nachts actief. Ze maken een rond hol in de grond, dat met een ingang is verbonden met een nestkamer, die op twintig centimeter diepte ligt. Soms leggen ze ook voedselvoorraden aan, in heuveltjes tot wel 50 centimeter hoog. In gebouwen leven ze onder de vloer of tussen opgeslagen artikelen.
Agressiviteit is afhankelijk van groepsgrootte. Kleine familiegroepjes zullen enkel vreemde muizen aanvallen, maar binnen middelgrote groepen hebben mannetjes meestal een territorium en één of meer vrouwtjes, die ze fel verdedigen tegen andere mannetjes. In grote groepen zijn er ook onderdanige dieren, die geen territoria zullen stichten en zich niet zullen voortplanten.
In landbouwgebieden in Europa is er een geboortepiek in mei en juni, in stedelijke gebieden plant de huismuis zich het gehele jaar voort. In hoger en dichter bij de poolcirkel gelegen gebieden is er een duidelijke voortplantingstijd. Ook zijn de worpen daar groter.

## Levensduur en voortplanting

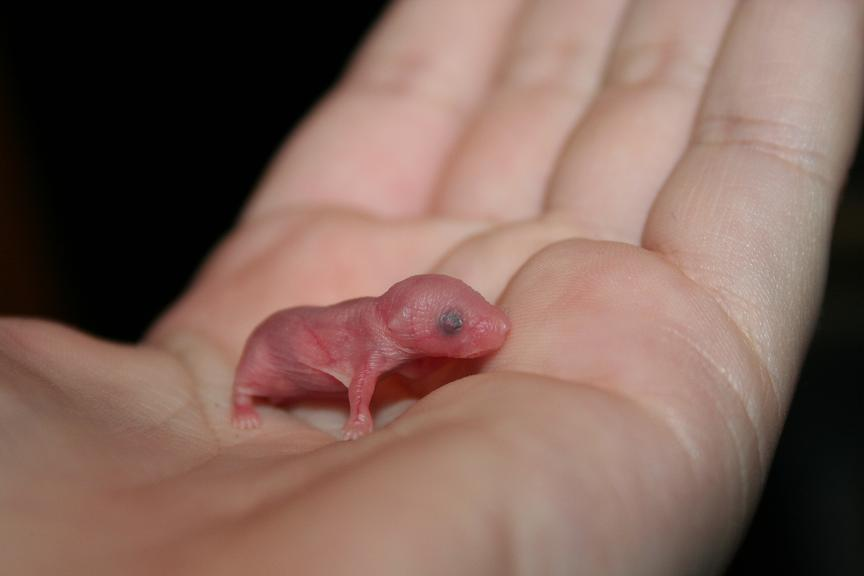
Muizenjong

Wilde huismuizen kunnen maximaal dertig maanden oud worden, maar omdat ze veel vijanden hebben leven ze soms nog geen half jaar en zelden meer dan 18 maanden. Vrouwtjes worden meestal ouder dan mannetjes. Hun natuurlijke vijanden zijn uilen (voornamelijk de kerkuil), roofvogels, vos, huiskat en marterachtigen als wezel en hermelijn. Binnenshuis hebben ze echter weinig vijanden, behalve misschien de huiskat, de mens en de bruine rat. Ook sterven er veel dieren door winterse kou en voedseltekorten. De hoogste sterfte is onder jongen.
De huismuis kan zich razendsnel voortplanten als de omstandigheden gunstig zijn. Hij kan zich het gehele jaar door voortplanten, meerdere nesten krijgen met grote worpen en jongen zijn al na enkele weken geslachtsrijp. De huismuis beschermt zichzelf tegen inteelt doordat hij/zij naaste familie herkent aan de geur van bepaalde eiwitten in de urine.
Het vrouwtje kan vijf tot tien keer per jaar jongen werpen met drie tot twaalf jongen per worp. De draagtijd is 19 tot 21 dagen. Het nest bestaat uit allerhande versnipperd materiaal als gras en papier. De jongen komen kaal, doof en blind ter wereld. Ze wegen bij de geboorte 0,8 tot 1,5 gram. Ze worden voornamelijk verzorgd door de moeder. Na veertien dagen, als de snijtanden doorkomen, hebben ze een volledige vacht. De zoogtijd duurt 18 tot 20 dagen. Aan het eind daarvan wegen ze 7 à 8 gram. Na drie weken verlaten de jongen het nest. Als ze zes tot twaalf weken oud zijn, zijn ze geslachtsrijp. Ze wegen dan 7,5 tot 10 gram.

## Leefgebied

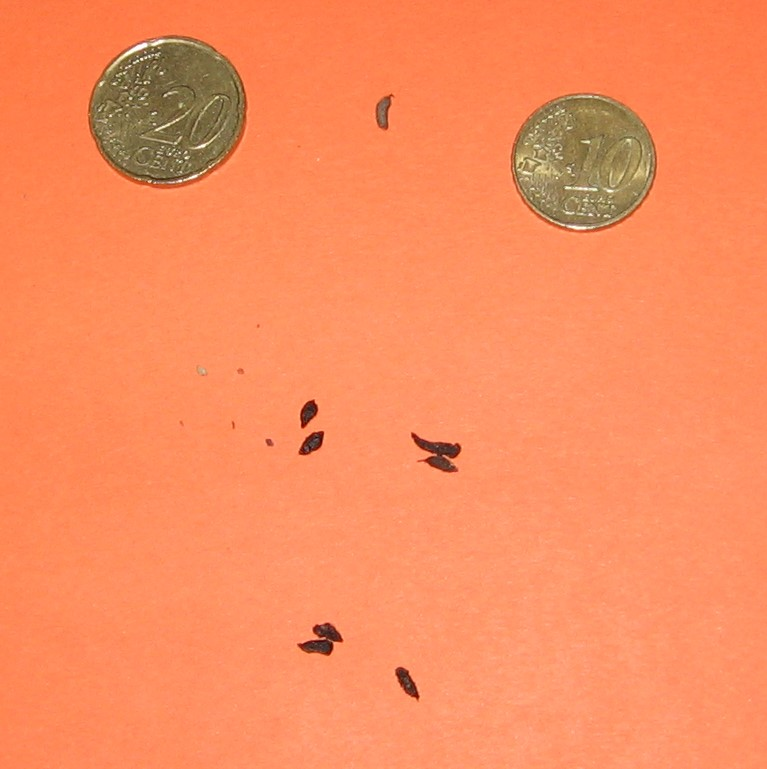
Huismuiskeutels

De huismuis leeft in een grote verscheidenheid aan leefgebieden, maar bijna altijd in de buurt van de mens. Ze zijn onder andere in huizen, winkels, fabrieken, pakhuizen en molens, stallen en heggen te vinden. Het aanpassingsvermogen van de huismuis aan zijn omgeving is enorm. Ze zijn zelfs waargenomen in kolenmijnen en er zijn gevallen bekend van huismuizen die leefden in koelhuizen, waar de temperatuur constant 18 graden onder nul was, en daar ook jongen voortbrachten.
Ook in het open veld zijn ze waargenomen. Vooral populaties op nauwelijks begroeide eilanden in de Middellandse Zee en de Atlantische Oceaan en huismuispopulaties in gebieden rond de Middellandse Zee zijn minder of helemaal niet aan de mens gebonden.

## Overlast en ziektes

### Schade aan huisraad en apparatuur
De huismuis is in Nederland (in tegenstelling tot de meeste in het wild levende dieren) niet beschermd omdat het een plaagdier kan zijn. Ze kunnen door hun snelle voortplanting in korte tijd grote families vormen. Dit hangt vrijwel altijd direct samen met de hoeveelheid voedsel die aanwezig is. Zo kan een graanpakhuis uiteraard honderden of zelfs duizenden huismuizen bevatten als men geen maatregelen treft. Alhoewel ze vrij weinig eten, kunnen ze met hun uitwerpselen voedsel vervuilen dat niet goed is opgeborgen. Mannelijke muizen gebruiken hun urine om hun territorium af te bakenen. Omdat de muis het benodigde vocht meest uit het voedsel haalt en niet apart drinkt is er om die reden echter weinig urine. Soms knagen ze aan snoeren en verpakkingen of het materiaal dat men heeft aangebracht om muizen de toegang te blokkeren. Ook is er steeds meer apparatuur in huis met verloopstukken die warmte afgeven. Omdat de muis warme plekjes opzoekt dient men te voorkomen dat er situaties bestaan die in verband met kortsluiting, elektrocutie of brand gevaar kunnen opleveren voor zowel muis als mens.

### Avifauna
De huismuis kan een bedreiging vormen voor broedende zeevogels op afgelegen onbewoonde eilanden zoals het eiland Gough in de Atlantische Oceaan. De huismuizen vallen zeevogelkuikens aan, die vaak veel groter dan de muizen zijn, daarna sterven de kuikens aan hun verwondingen. De tristanalbatros (Diomedea dabbenena) wordt op deze wijze tot op de rand van uitsterven gebracht.

### Verspreiding van ziektekiemen
De huismuis is geen belangrijke verspreider van ziekten. Bepaalde ziekten worden, met name op websites van (of gelieerd aan) plaagdierbestrijdingsbedrijven, vaak ten onrechte in verband gebracht met de huismuis, zoals Salmonellose, ziekte van Weil (een leptospirose) en ziekte van Lyme. Ook valt op hoe vaak verkeerde informatie over de huismuis en vooral de ziektes die hij zou overbrengen door andere websites wordt gekopieerd. Op de website van het Nederlandse RIVM (Rijksinstituut voor Volksgezondheid en Milieu) wordt de huismuis echter niet genoemd in verband met ziektes. Wel noemt het RIVM andere soorten muizen, maar meestal betreft het dan ook nog ziekten in het buitenland. Volgens het RIVM zijn er wel andere virussen, zoals het Leakyvirus (een hantavirus), bij de huismuis aanwezig, maar die zijn voor de mens onschadelijk. Er is in individuele gevallen besmetting van de mens via de muis (huismuis, tam of andere soort) of zijn uitwerpselen en urine mogelijk, maar dat geldt voor veel soorten dieren. In West-Europa komen relatief weinig ziekten voor die door dieren worden overgebracht. Recent onderzoek wijst uit dat afwezigheid van de huismuis zelfs schadelijk voor de gezondheid kan zijn. Kinderen die al vroeg worden blootgesteld aan huidschilfers en uitwerpselen van onder andere muizen en bepaalde bacteriën die daarin zitten, hebben minder kans op astma en allergieën. Aanwezigheid van de huismuis kan nuttig zijn doordat hij ongewenste spinnen en insecten als oorwurmen en zilvervisjes vangt en opeet.

## Bestrijding
Om muizen te bestrijden kunnen gif en muizenvallen worden ingezet. Minder gewelddadige alternatieven zijn vallen voor levend vangen, muiswerende kit aanbrengen, watjes gedrenkt in muntolie op strategische plaatsen neerleggen en de geur of aanwezigheid van katten of cavia's in huis halen. De meest diervriendelijke en effectieve bestrijding wordt bereikt door het huis goed schoon te houden en vooral bakvet op het gasfornuis, broodkruimels op de vloer of in het broodrooster, etensresten op en in pannen te verwijderen en geen eten in open verpakkingen te laten slingeren. Verder moet men ervoor zorgen dat de dieren niet via ruwe oppervlaktes, handdoeken en theedoeken of snoeren (elektra) op tafels, het aanrecht en kastjes kunnen klimmen. Ook dient men gaten breder dan een duim te dichten, bij voorkeur met staalwol, fijn metaalgaas of aluminiumfolie, aangezien muizen meestal door andere materialen heen kunnen knagen. Bestrijding met gif of vallen heeft in de praktijk eigenlijk geen zin, omdat de vrijgekomen plek vrijwel direct weer gevuld wordt door nieuwe muizen.

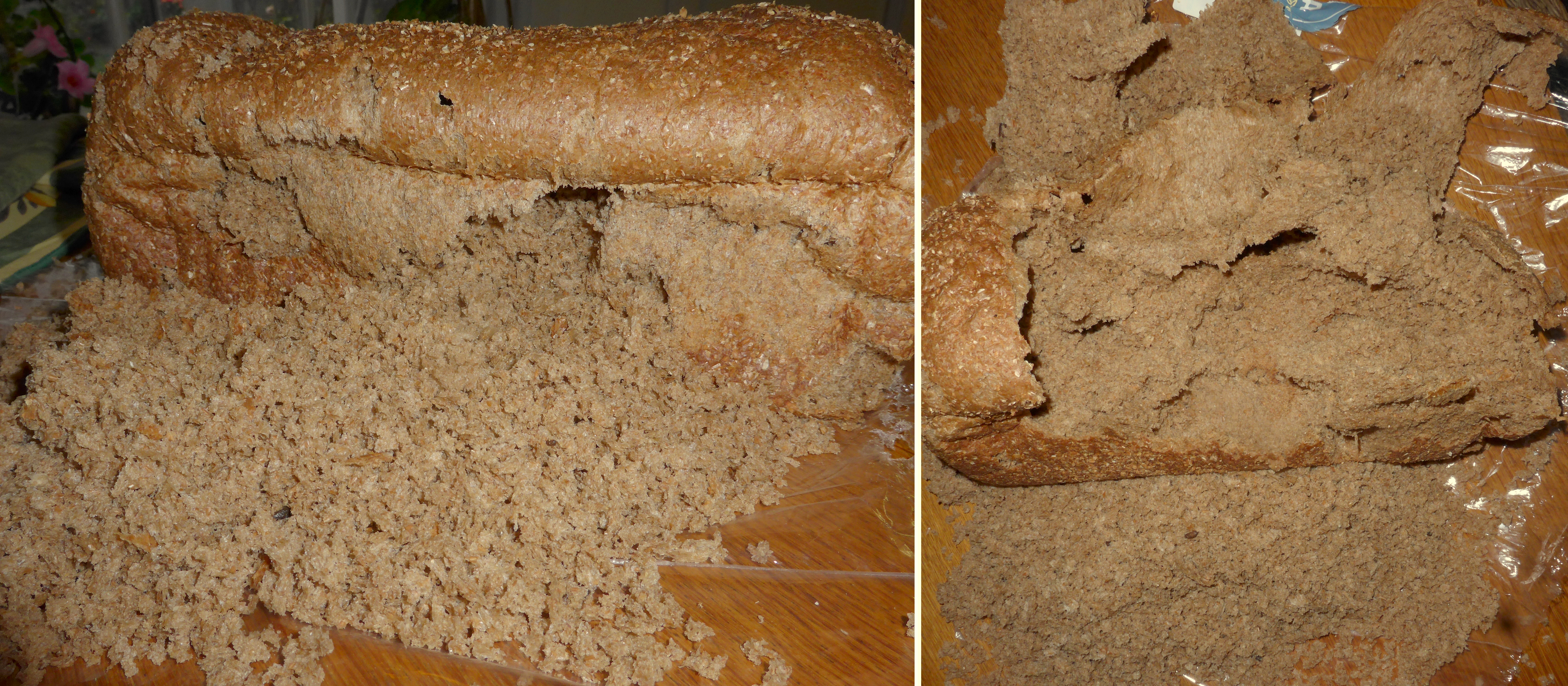
Muizengangen in 3 dagen gemaakt in een brood
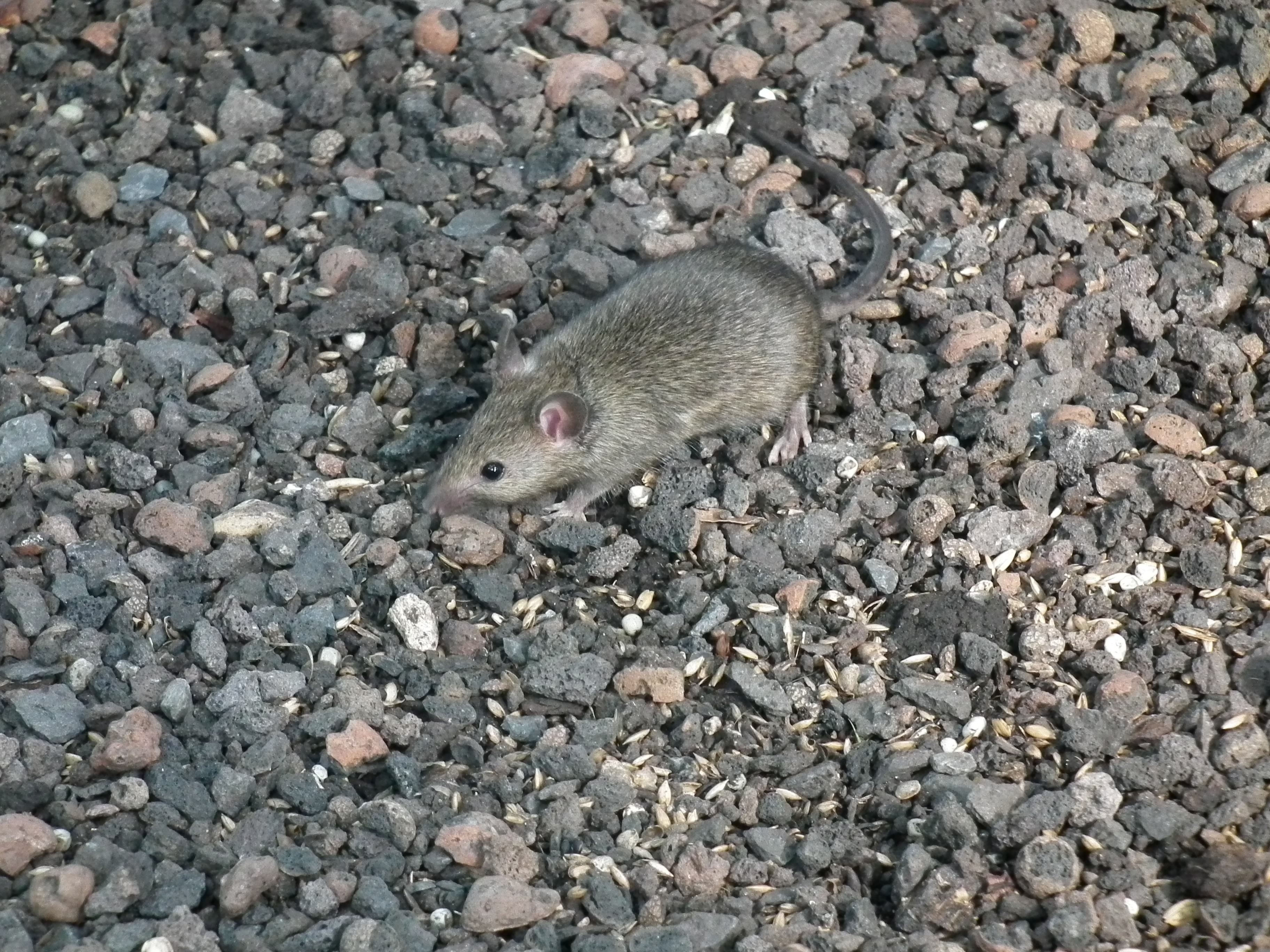
Huismuis

Indien men zich houdt aan bovenstaande simpele regels dan ziet men in de praktijk alleen zo af en toe nog een muis. De muis komt enkel geregeld terug op plaatsen waar toch steeds weer eten ligt. Andere plekken visiteert hij dan misschien een enkele keer om te kijken of daar inmiddels toch iets ligt. Indien men toch kleine zwarte keuteltjes aantreft heeft men misschien toch nog ergens een bron van voedsel over het hoofd gezien. Indien men niet heel zorgvuldig afwast kunnen er etensresten in het afdruiprek achterblijven die de muis interessant genoeg vindt om steeds weer het aanrecht op te klimmen Meestal ziet men ze alleen in de winter, wanneer het erg koud is. In de andere jaargetijden leven en eten ze namelijk veel liever buiten. Gewoonlijk is de grootte van een leefgebied 5 m² binnenshuis tot 400 m² buitenshuis, waar ze onder andere zaden, wortelen, stengels, insecten, larven, kakkerlakken, kevers en wormen eten. In de winter eten ze overigens (vooral 's nachts) het vogelvoer in de tuin, zelfs de vetbollen aan dunne draadjes in een boom zijn dan niet veilig.
Als men ze vangt en buiten het huis wil loslaten, moet de afstand minimaal 100 meter bedragen, omdat zij anders de weg terug zullen vinden naar hun huis en familie. Men dient bij het gevangen houden van de huismuis wel rekening te houden dat de "wilde" huismuis in gevangenschap meestal niet lang overleeft. Er zijn wel gevallen bekend waarin heel jonge muisjes tot huisdier kunnen worden opgevoed. Ook dient men te voorkomen dat de muis het idee heeft te kunnen ontsnappen. In paniek kunnen ze ineens tot vele malen hoger springen dan ze daarvoor ooit zouden hebben geprobeerd. Ze kunnen hun pootje hierbij verstuiken of zelfs breken, waarna de muis bij het loslaten in het bos of park zeker meteen zal sterven. Het is dus beter de muis in een afgesloten box (met voldoende verse lucht) weg te brengen. Een jonge en onervaren muis zal zonder zijn familie en opvoeding in het park of bos echter niet lang overleven.

## Gevangenschap

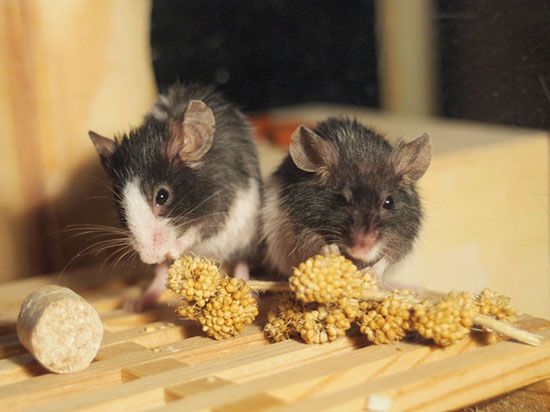
Twee kleurmuizen

Huismuizen zijn gewild als huisdier. Speciaal gefokte muizen, waaronder albinovarianten, worden gebruikt als laboratoriumdieren. De tamme muis die als huisdier wordt gehouden is een afstammeling van de laboratoriummuis en wordt aangeduid als kleurmuis.

## Geluid
Uit onderzoek blijkt dat muizen muziek maken. Mannetjesmuizen maken ultrasone geluiden met een frequentie van tussen de 30 en 110 kHz als ze vrouwelijke muizen of hun feromonen tegenkomen. Deze klanken zijn te vergelijken met het gefluit van vogels. De muizenmuziek voldoet aan een bepaalde logica en is zelfs ingedeeld in verschillende frasen.